# دانشگاه اوبن راتچاتانی
دانشگاه اوبن راتچاتانی (به لاتین: Ubon Ratchathani University) یک دانشگاه در تایلند است که در یوبون راتچاتانی واقع شده‌است.